# 観音寺 (世田谷区下馬)
観音寺（かんのんじ）は、東京都世田谷区にある単立寺院。通称は「世田谷観音（せたがやかんのん）」である。

## 概要
1951年（昭和26年）、太田睦賢によって開山された。
太田睦賢は元事業家であったが、菩提心を起こし、私財を投じて当寺を創建した。
戦後創建の比較的新しい寺院であるにもかかわらず、寺が所蔵する文化財は江戸時代以前の古いものが多い。これらは国内各地の寺社から取り寄せたもので、中には国の重要文化財や東京都の有形文化財に指定されているものもある。
当寺の本尊であり、通称の「世田谷観音」の由来である聖観世音菩薩像も三重県桑名郡長島村（現・三重県桑名市）の寺から取り寄せたものである。
また、六角堂には康円作の不動明王並びに八大童子像がまつられており、毎月28日に開帳される。

### 特攻観音
境内には、特攻観音堂があり、特攻隊員4704名の霊が祀られている。1952年（昭和27年）5月5日、音羽護国寺において元皇族・東久邇稔彦の臨席のもとに開眼法要が営まれたが、護国寺に奉安できなくなったことから1953年（昭和28年）に遷座された。
標柱は吉田茂による。「奉安 特攻平和観音」の標石は元皇族・竹田恒徳が揮毫した。昭和天皇、秩父宮家、高松宮家、三笠宮家から御花料を下賜された。
観音堂の手前にある頌碑の建設に際しては、板谷隆一、内田一臣、賀屋興宣、北白川房子、衣笠駿雄、迫水久常、菅原道大、竹田光子、寺岡謹平、中曾根康弘、鳩山薫、松尾静磨、東久邇稔彦、東久邇聡子、山岡荘八、李方子などが発起人に名を連ねた。

## 文化財

### 重要文化財
- 木造不動明王及八大童子像 9躯 康円作 奈良県・内山永久寺（廃寺）旧蔵[8]
  - 附 紙本墨書造像願文 文永九年十一月廿一日大仏師法眼康円絵仏師法橋重命とあり（文永9年は1272年）

## 交通アクセス
- 東急田園都市線・世田谷線三軒茶屋駅より徒歩20分。
- 渋谷駅（渋32系統）・目黒駅（黒06・黒09系統）東京医療センター(都立34系統)よりバス（いずれも東急バス)「世田谷観音」下車。